# Antiguo trapiche de azúcar de Koloa
El antiguo trapiche de azúcar de Koloa fue parte de la primera explotación comercialmente exitosa de caña de azúcar en Hawái, la cual fue establecida en la isla de Koloa de Kauai en 1835 por Ladd & Company. Ello marco el comienzo de lo que llegaría a ser la mayor industria de Hawái. El edificio fue designado un National Historic Landmark el 29 de diciembre de 1962. Se conserva una chimenea de roca y los cimientos que se remontan a 1840.

## Historia
Aunque la caña de azúcar había sido cultivada por antiguos hawaianos en pequeñas parcelas personales, esta fue la primera producción comercial a gran escala en Hawái. Joseph Goodrich de la Misión Hilo y Samuel Ruggles de la Misión Kona habían experimentado en usar la agricultura como forma de sostener sus misiones y dar empleo a sus estudiantes. Después de intentar sin éxito que el Rev. Goodrich, Hooper se mudara a la tierra como administrador, a pesar de no tener capacitación en ingeniería ni en agricultura.
La plantación se establece aquí a causa de la fertilidad del suelo, la proximidad a un buen puerto, y la cercanía con la laguna de Maulili que les permitió usar una cascada como fuente de potencia para el procesamiento. Este primer arrendamiento no fue fácil de conseguir y se pudo lograr gracias a los contactos con que contaban los misioneros. Anteriormente, la melaza se destilaba para producir ron, algo contra lo que los misioneros conservadores luchaban constantemente. Los fundadores de Ladd & Co. fueron William Ladd (1807-1863), Peter A. Brinsmade (1804-1859) y William Northey Hooper (1809-1878). Los hawaianos se opusieron al arrendamiento de la tierra e inicialmente prohibieron la venta de provisiones a los gerentes de plantaciones. Los dos grupos finalmente llegaron a una asociación forada como resultado de múltiples conflictos a medida que avanzaba el tiempo.
Si bien se habían arrendado 400 ha al rey Kamehameha III, solo se plantaron 4,9 ha en septiembre de 1835. Un pequeño trapiche accionado por agua de la laguna Maulili producía una pequeña cantidad de melaza en 1836. Los rodillos de madera del trapiche pronto se desgastaron, por lo que fueron reemplazados por unos de hierro para aumentar la producción. Para 1837, el ingenio producía más de 1800 kg de azúcar y 2600 l de melaza.
Entre 1839 y 1841 se construyó otro ingenio, cuya chimenea y cimientos aun son visibles, el mismo estaba emplazado sobre el arroyo Wihohonu. Su construcción costó unos US$16,000.

## Disputas laborales
Los jefes de la plantación de azúcar estaban muy frustrados con respecto al muy pobre desempeño de los trabajadores hawaianos indicando que los mismos "eran como trabajadores unos completos inútiles". Se menciona que los pobladores hawaianos estaban tan arraigados a su cultura que "serán necesarios varios siglos, para que entiendan que es parte de sus deberes el servir a sus jefes con lealtad". El jefe de la plantación indicó que 10 hombres blancos trabajan tanto como 400 hawaianos.
Los dueños de las plantaciones la pagan a sus trabajadores $2 por mes utilizando la "moneda Kauai" la cual solo podía ser utilizada en las tiendas de la plantación para comprar bienes (los cuales no podían estar remarcados en más del 2% por sobre el valor del mercado). Se les proveían casas amuebladas pero debían abonar 1 centavo por día por las mismas. En una revuelta que tuvo lugar en 1841 contra estas condiciones, los trabajadores hawaianos comenzaron una infructuosa huelga en demanda de mejor paga. Un análisis de la historia de Kōloa y sus condiciones laborales concluye en la motivación de los dueños de las plantaciones para importar trabajadores, lo cual condujo a una ola de globalización masiva de las islas.
La plantación de Kōloa utilizaba una modalidad de contratación que le otorgaba a los trabajadores una participación en lo producido en la cosecha, pero que les imponía penalidades en caso de que buscaran otro trabajo. Estos métodos fueron posteriormente adoptados por otras plantaciones en el Territorio de Hawái que pasaron a ser llamadas los "Cinco Grandes".

## Eventos posteriores
Ladd & Co. cerró sus operaciones en 1844 luego de un intento fallido de colonizar el resto de las islas de Hawái.
La plantación Kōloa regresó al control del gobierno de Hawái y fue vendida al Dr. Robert Wood, cuñado de Hooper, quien la tuvo en operación hasta 1874. En 1853 se agregó una máquina de vapor para accionar el trapiche por primera vez en Hawái.
Koloa Agricultural Company fue comprada por la familia Duncan McBryde en 1899, quienes la adosaron a sus propiedades y la plantación Eleʻele. Su agente era Theo H. Davies & Co. En 1910 Alexander & Baldwin convirtió en su agente, y eventualmente luego de algún tiempo compró sus partes a los otros socios. El antiguo trapiche fue reemplazado por uno de mayores dimensiones en 1912. Frank A. Alexander gestionó la compañía desde 1912 hasta 1937. Cedric B. Baldwin gestionó la compañía desde 1938 hasta la Segunda Guerra Mundial, cuando murió en Iwo Jima. McBryde se fusionó con la Grove Farm Company en 1948.
La plantación fue clausurada en 1996. En el 2000 Grove Farm fue vendida a Steve Case, cuyo abuelo A. Hebard Case había trabajado en la plantación. Pagó 25 millones de dólares y aceptó $60 millones de deuda, pero fue demandado por sus socios dado que su padre había sido el abogado de la compañía. La demanda judicial llegó a la corte de justicia pero fue desestimada en el 2008.

## Galería

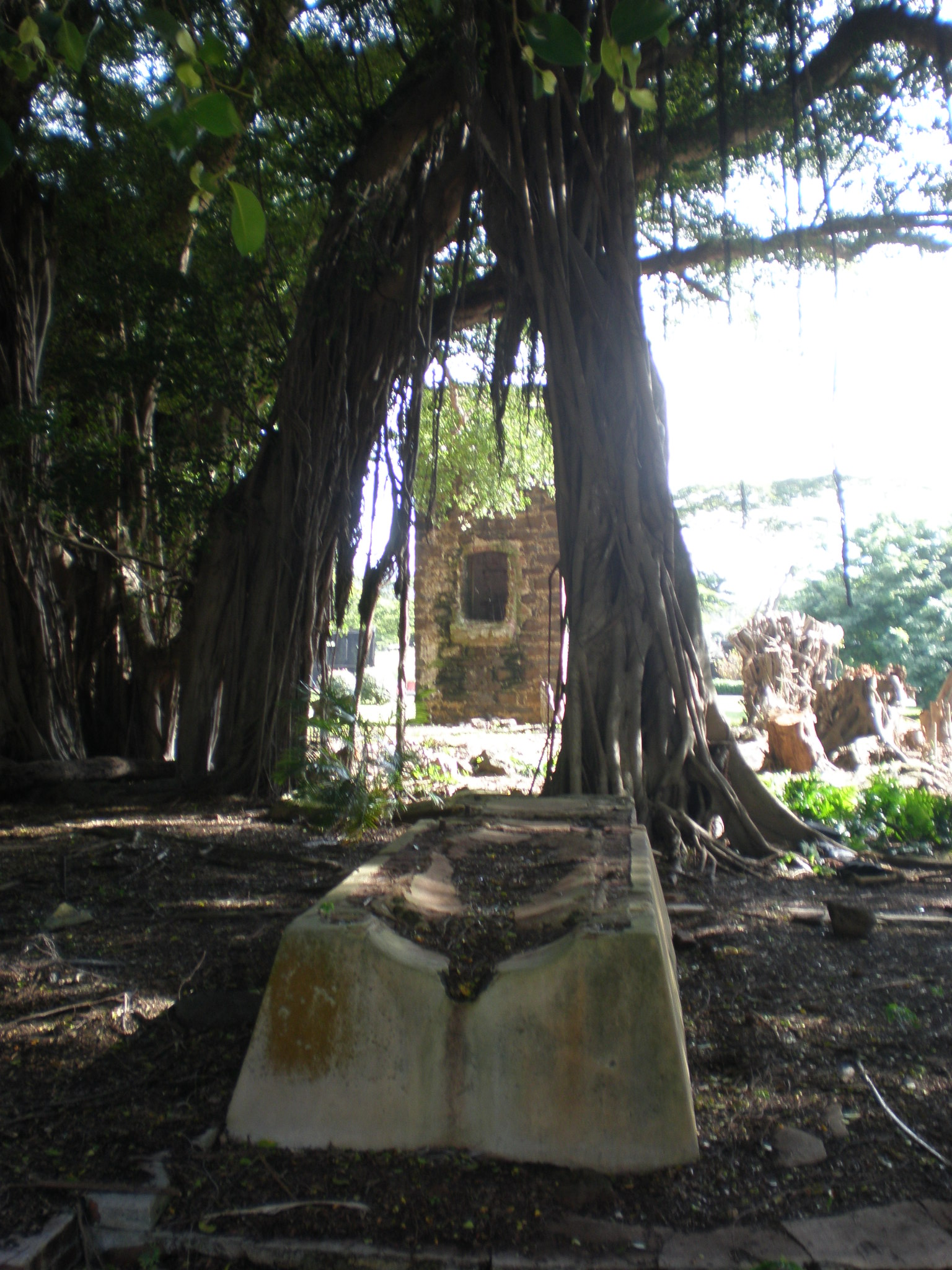
Old mill trough, chimenea
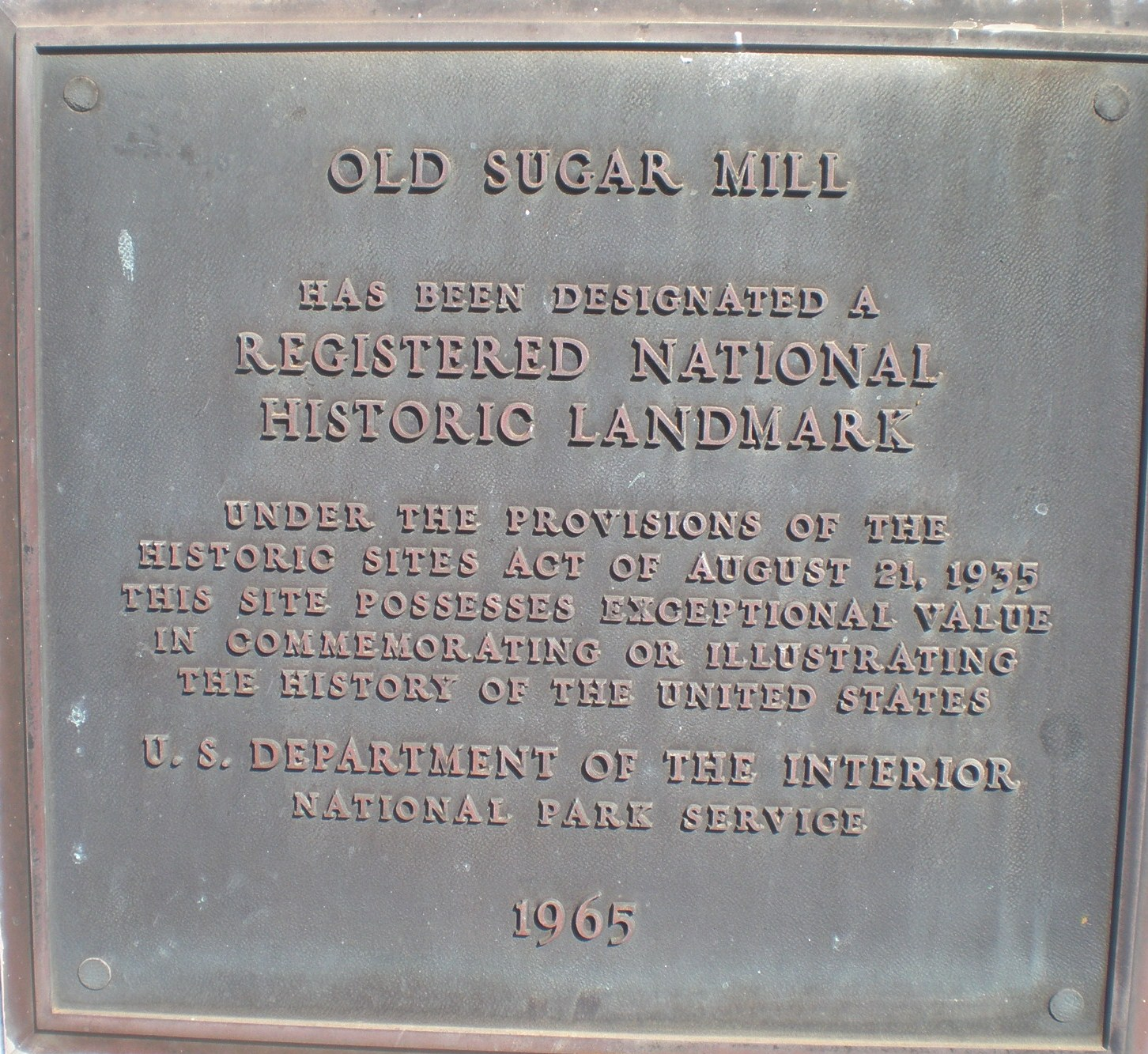
Placa de sitio Histórico Nacional de EE. UU., 1965
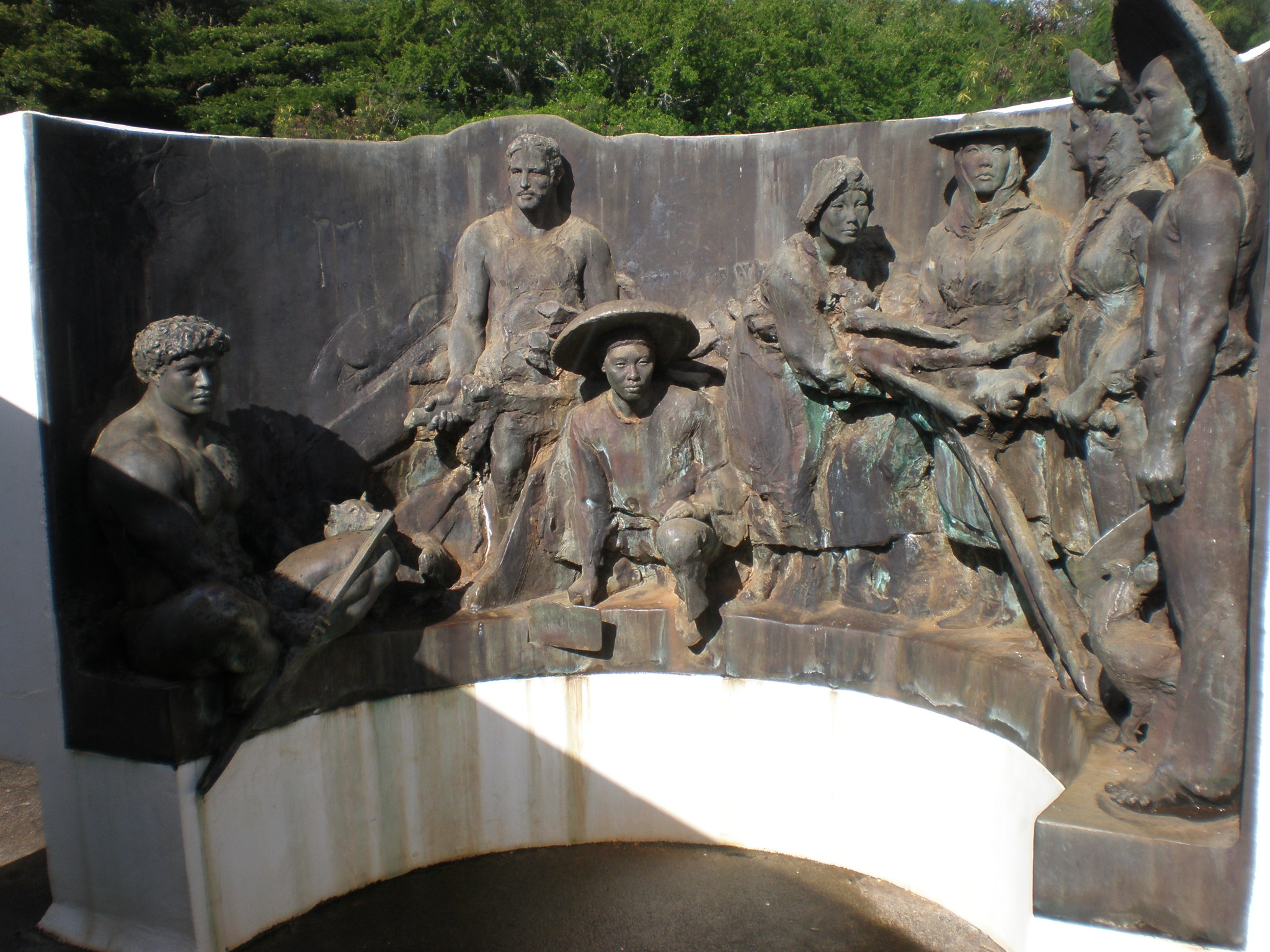
Escultura de bronce de Jan Gordon Fisher
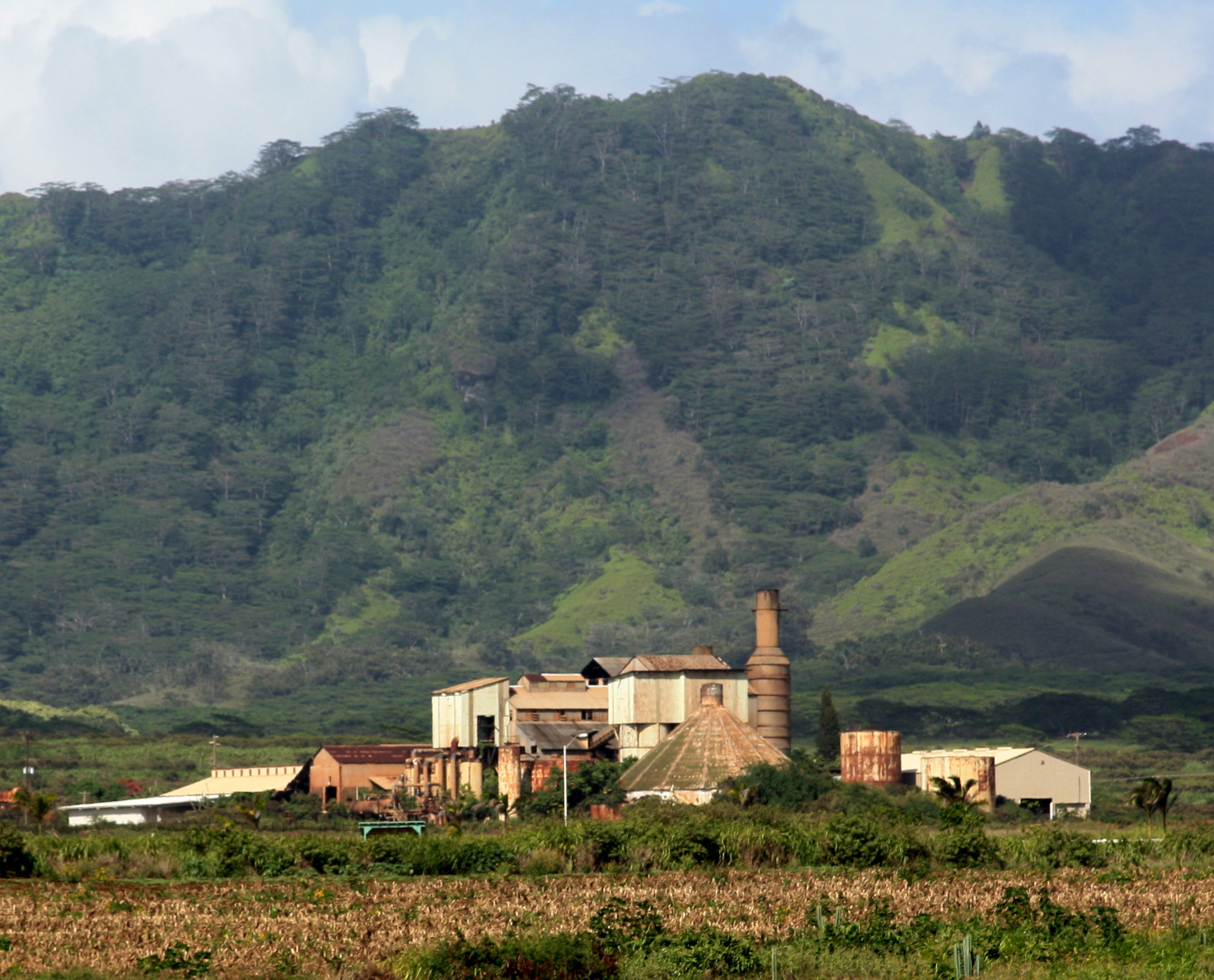
Antiguo ingenio azucarero de Kōloa, hoy abandonado